# Кол (река)
Кол (фр. Côle) је река у Француској. Дуга је 52 km. Улива се у Дрон. 